# Akira Sasanuma
Akira Sasanuma (笹沼 尭羅 Sasanuma Akira?) (Tokio, Japón, 25 de marzo de 1973) es un seiyū japonés.. Actualmente trabaja para Arts Vision. Es conocido por interpretar a Austria en Hetalia: Axis Powers, Dearka Elsman en Mobile Suit Gundam SEED y fue la voz de Link en el videojuego The Legend of Zelda: Twilight Princess.

## Filmografía

### Anime
| Año   | Título                                          | Papel                  | Otras notas | Referencia  |
| ----- | ----------------------------------------------- | ---------------------- | ----------- | ----------- |
| 1990  | Tokyo Fairy Tale 3                              |                        |             |             |
| 1998L | Love Cadet Starlight Scramble                   | Haruki                 |             |             |
| 1998  | Legend of the Galactic Heroes                   |                        |             |             |
| 1998  | Marvelous Melmo                                 | Shogo                  |             |             |
| 1998  | All Purpose Cultural Cat Girl Nuku Nuku DASH!   | Voces adicionales      |             |             |
| 1999  | Gokudo                                          | Oji Tsukiha            |             |             |
| 2001  | Offside                                         | Kento Sawamura         |             |             |
| 2001  | Crush Gear Turbo                                | Takeshi Manganji       |             |             |
| 2001  | Rave Master                                     | Julius                 |             |             |
| 2002  | Araiso Private School Student Council Executive | Jun Matsubara          | OVA series  |             |
| 2002  | Mobile Suit Gundam SEED                         | Dearka Elsman          |             |             |
| 2003  | Beyblade G-Revolution                           | Claude                 |             |             |
| 2003  | Planetes                                        | Kurenai Ukon, Kurofuku |             |             |
| 2004  | Battle B-Daman                                  | Butler (Joshua)        |             |             |
| 2004  | Ragnarok the Animation                          | Acolyte                |             |             |
| 2004  | Monkey Turn V                                   | Tetsuo                 |             |             |
| 2004  | Onmyō Taisenki                                  | Kirihito               |             |             |
| 2004  | Uta-Kata                                        | Toru                   |             |             |
| 2004  | Mobile Suit Gundam SEED Destiny                 | Dearka Elsman          |             |             |
| 2005  | Viewtiful Joe                                   | Strobe                 |             |             |
| 2006  | Hanbun no Tsuki ga Noboru Sora                  | Tamotsu Yamanishi      |             |             |
| 2007  | Nasu: A Migratory Bird with Suitcase            | Nino                   |             |             |
| 2008  | Quiz Magic Academy                              | Francis                | OVA         |             |
| 2009  | Hetalia: Axis Powers series                     | Austria                |             | [ 3 ] [ 4 ] |
| 2012  | Area no Kishi                                   | Shimatani              |             |             |

### Videojuegos
| Año  | Título                                         | Papel                  | Otras notas | Referencia |
| ---- | ---------------------------------------------- | ---------------------- | ----------- | ---------- |
| 1998 | Let's Go On Tour Party Graduation Trip         | Yoichi Haruna          |             |            |
| 1998 | Personal Professor                             | Dragon Wataru Miyadera |             |            |
| 1998 | Love Cadet Starlight Scramble                  | Haruki                 |             |            |
| 1998 | Rival Schools: United by Fate                  | Koji Yazawa            |             | [ 5 ]      |
| 1998 | Tokyo Majin Gakuen series                      | Gengetsu Ryu           |             |            |
| 1999 | Little Lovers She So Game                      |                        |             |            |
| 2004 | Empire Thousand Senki                          | Yoshishun              |             |            |
| 2004 | Quiz Magic Academy series                      | Francis                |             |            |
| 2004 | Tales of Rebirth                               | Ox                     |             |            |
| 2005 | Mobile Suit Gundam 0079 Card Builder           | Mallet, Sanginu        |             |            |
| 2006 | Etude Prologue ~Wavering Form of Mind~         | Hiroshi Sanada         | PS2 version |            |
| 2006 | Lamento -Beyond the Void-                      | Froud                  |             | [ 6 ]      |
| 2006 | The Legend of Zelda: Twilight Princess         | Link                   |             |            |
| 2007 | Shikaku tantei sora no sekai ~sauzan dorīmusu~ | Yukihiro               |             |            |
| 2007 | Cluster Edge                                   | Serafi Night           |             |            |
| 2007 | Mobile Suit Gundam 0083 Card Builder           | Mallet, Sanginu        |             |            |
| 2007 | Soul Nomad & the World Eaters                  | Gig                    |             |            |